# Arco compound

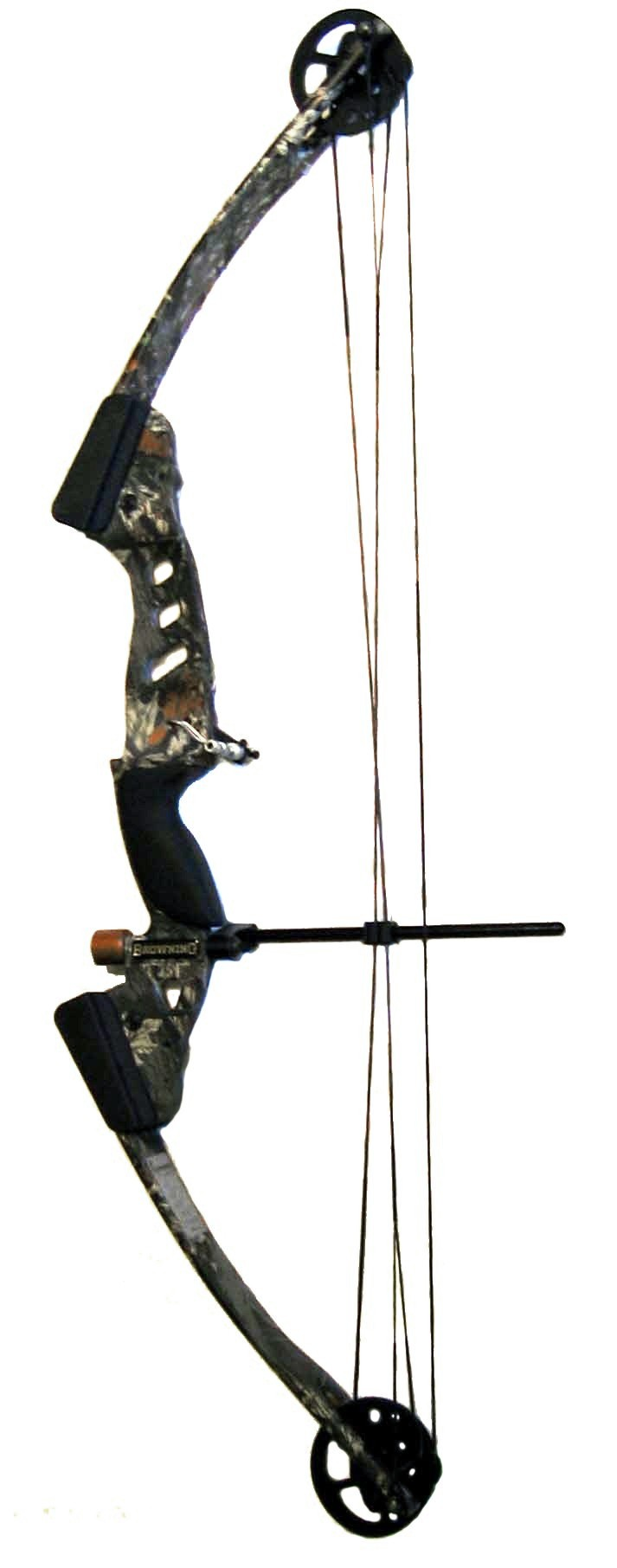
Arco compound da caccia della Browning.

L'arco compound è un tipo di arco moderno usato nel tiro con l'arco.

## Caratteristiche tecniche
L'arco composto con corda a legna ("compound" in lingua inglese, da non confondere con "composite bow", l'arco composito originario dell'Asia) usa un sistema di carrucole di tipo eccentrico che permettono di accumulare una maggiore quantità di energia potenziale elastica nel sistema di flettenti e di ridurre di una percentuale che va normalmente dal 40% all'80% (a seconda del modello e della marca) lo sforzo muscolare nel momento in cui si è teso l'arco. 
L'eccentricità delle camme differenzia la lunghezza dei bracci di leva sui quali sono attestati la corda vera e propria e il cavo che collega un flettente all'altro. Se la puleggia fosse una ruota perfetta non vi sarebbe riduzione di lavoro (let-off 0%). Inoltre la singola puleggia, che serve a flettere il flettente opposto, è imperniata presso il puntale dell'altro: questa geometria riduce già di per sé progressivamente la distanza tra il centro della carrucola e il peso. Nella prima fase dell'allungo l'arco è duro perché il braccio di leva svantaggia la corda. Superato il picco (circa 1/4 di giro di puleggia) la situazione si inverte svantaggiando il cavo di collegamento. Una volta raggiunto l'allungo previsto la demoltiplicazione della forza necessaria a mantenere l'arco in tensione raggiunge il massimo (valle). In pratica è l'applicazione della leva di primo genere ad una puleggia eccentrica dove tale leva funziona al contrario avendo così all'inizio una situazione sfavorevole (tutto il libbraggio in rapidissima progressione) si prosegue con una situazione indifferente (acquisito il carico dell'arco lo si mantiene per tutto il picco) per finire in una situazione favorevole (valle) con uno sforzo ridotto fino all'80% del carico dell'arco; tale riduzione è il già citato let-off.
L'arco compound permette quindi di trasmettere alla freccia una quantità maggiore di energia (maggiore velocità) rispetto ad un arco, con pari carico, tradizionale (ricurvo o longbow) e di poter esser più accurati nella fase di mira.
Il sistema a camme, inoltre, consente di flettere i flettenti la metà, a parità di allungo e lunghezza dell'arco. Questo consente di ottenere una maggiore efficienza di conversione dell'energia potenziale in energia cinetica, poiché i corpi elastici reali dissipano meno energia se si muovono più lentamente.
Gli archi compound sono molto corti, quindi facilmente trasportabili ed usabili anche in condizioni di caccia nel fitto del bosco. Questo genere di archi "tecnologici" normalmente è usato con una serie di accessori che ne migliorano la precisione: 
- uno sgancio meccanico (la corda non è più direttamente a contatto con le dita e viene rilasciata da un sistema meccanico tenuto nella mano dall'arciere)
- uno stabilizzatore (un'asta di lunghezza variabile che smorza le vibrazioni e mantiene fermo l'arco durante la fase di scocco)
- mirini e diottra (sistema di mira che permette all'arciere di traguardare dei punti di mira - normalmente da 1 a 5 a seconda delle distanze - attraverso un foro sulla corda (visette).

L'uso dello sgancio meccanico è quasi obbligatorio per gli archi compound più corti mentre per quelli di lunghezza superiore ai 40" (101,6 cm) è possibile tendere la corda ancora con le dita (l'angolo che forma la corda ad arco teso non è troppo acuto).
I libraggi normalmente sono regolabili di 10-15 libbre (4,5 - 6,8 kg) permettendo al novizio arciere di poter aumentare il carico del proprio arco all'aumentare della massa muscolare e dell'esperienza, e variano da 25 libbre (11,3 kg) a 90 libbre (40,8 kg). Per il tiro si utilizzano archi di 30-55 libbre (13,6 - 24,9 kg), per la caccia normalmente dalle 50 (22,6 kg) alle 80 (36,2 kg) (in alcuni casi, però le libbre possono aumentare sensibilmente).

## Le frecce
Le frecce utilizzate  con gli archi compound sono principalmente di alluminio, di fibra di carbonio o di varie combinazioni d'entrambi i materiali. Ogni arco, a seconda del carico e dell'allungo dell'arciere, avrà un certo numero di tipi di aste di frecce adatte. La freccia infatti al momento dello scocco subisce una serie di deformazioni elastiche indotte, nel caso del compound, esclusivamente dal fatto che la forza viene impressa dalla corda alla parte posteriore della freccia, la punta della quale (essendo più pesante, quindi avendo più inerzia) resiste all'avanzamento per alcuni istanti. Nell'arco compound non si applica quindi il paradosso dell'arciere, ad esclusione dei casi in cui il rilascio manuale viene preferito allo sgancio meccanico. Per eseguire un tiro corretto è importante che l'elasticità della freccia ("spine" in Inglese) sia adeguata in base alle caratteristiche del sistema arciere-arco-freccia.